# 푸른 눈의 평양시민
푸른 눈의 평양시민(Crossing the Line)은 2006년 개봉된 영국의 다큐멘터리 영화이다.

## 개요
이 영화는 1962년 8월 15일 조선민주주의인민공화국으로 전향한 미국의 전 육군 사병 제임스 드레스녹에 관한 이야기로 구성되어 있다. 이 영화는 영국의 영화 제작자 다니엘 고든과 니콜라스 보너에 의해 감독 및 제작되었으며, 2007년 선댄스 영화제에서 상영되었다. 해설 역할을 맡은 배우 크리스천 슬레이터는 해당 영화제에서 그랜드 쥬리상(Grand Jury Prize)의 후보로 지명받았다.

## 내용
2007년, 영화는 영국의 방송사 BBC에서 처음 상영되었다. 드레스녹의 미국에서의 불행함과, 특히 1962년 미국 육군에서 탈영하여 조선민주주의인민공화국으로 간 그의 역사에 초점을 두었다. 드레스녹이 죽기 전까지 살았던 평양에서 가족, 그리고 친구들과 함께 있는 그의 근황을 보여주었다. 드레스녹은 오로지 영화 제작자에게만 그의 어린 시절, 탈영, 그에게 있어 완전히 이국적이고 꽤 적대적인 나라에서의 그의 삶, 전향한 동료들, 그의 아내와 자식에 대한 이야기를 했다고 한다.
영화에서, 드레스녹은 납북의 희생자인 아내 소가 히토미와 살기 위해 일본으로 돌아간 찰스 로버트 젱킨스를 포함해 전향한 동료들과 함께 보여진다.
영화 끝부분에는, 조선민주주의인민공화국의 의사가 드레스녹이 과도한 음주와 흡연으로 인한 건강 악화 상태에 있다고 BBC에 폭로한다.

## 출연진
- 해설 크리스천 슬레이터
- 찰스 로버트 젱킨스
- 제임스 드레스녹

## 평가
영화는 대부분 긍정적인 평가를 받았다고 한다.

## 같이 보기
- en:List of documentary films about North Korea